# Trophées des arts afro-caribéens
Les Trophées des arts afro-caribéens (TAAC) sont un ensemble de récompenses musicales décernées chaque année depuis 2006 aux artistes et personnalités de la diaspora noire francophone (originaires d'Afrique, de l'Océan Indien et des Antilles).
La manifestation, dont les deux premières éditions étaient nommées Césaires de la musique, rend hommage au poète et homme d’État martiniquais Aimé Césaire. Elle a changé de nom à la demande de sa famille, à la suite de son décès en 2008. Le nom de Trophées de la négritude a été un temps envisagé, en référence au courant de la négritude créé par Césaire.
Créés à l'initiative de Frank Anretar, un entrepreneur antillais, dont la société Good Music Diffusion (GMD) organise la cérémonie, les Trophées des arts afro-caribéens sont inspirés des BET Awards américains et des MOBO Awards britanniques.
Ils se sont diversifiés à partir de la troisième édition en récompensant aussi la littérature ainsi que le cinéma en plus de la musique.

## Les récompenses de 2006
La cérémonie s'est déroulée le 23 octobre 2006 au Casino de Paris.
Plusieurs associations LGBT (notamment An Nou Allé) ont demandé le retrait du prix décerné à Admiral T en raison des paroles de l'une de ses chansons, qu'elles jugeaient homophobes. La Mairie de Paris, initialement partenaire de l'opération, en a finalement fait de même lors du conseil de Paris, sur proposition de la commission LGBT des Verts.

## Les récompenses de 2007
La cérémonie s'est déroulée le 22 octobre 2007 au Casino de Paris.

## Les récompenses de 2008
La cérémonie s'est déroulée le 23 septembre 2008 au Théâtre du Châtelet. Elle a été retransmise en première partie de soirée le 27 septembre sur France Ô et le 4 octobre sur RFO, et en deuxième partie de soirée sur France 2 le 5 octobre. Elle était présentée par Sonia Rolland et Olivier Minne.
Une minute de silence a également été observée pendant la cérémonie, en hommage aux victimes haïtiennes des ouragans qui se sont produits dans les mois précédents (Hanna, Gustav, Ike).
Le prix littéraire créé à l'occasion de cette édition a provoqué une polémique. En effet, l'ouvrage L'Afrique répond à Sarkozy a été un temps retiré de la sélection, sous la pression de France 2, pour ne pas déplaire au président de la République Nicolas Sarkozy, dont le discours de Dakar est visé dans ce livre. En réaction à cela, Louis-Georges Tin, président du jury littéraire mais aussi porte-parole du Cran, a décidé de ne pas remettre du tout de prix littéraire. L'ouvrage et le prix ont finalement été réintégrés à la dernière minute.

## Les récompenses de 2009
La cérémonie a eu lieu le 21 septembre 2009 au Théâtre du Châtelet. Elle a été retransmise en première partie de soirée le 3 octobre sur France Ô et dans la nuit du 8 au 9 octobre sur France 2. Elle était présentée par Marijosé Alie et Cyril Hanouna.

## Les récompenses de 2010
- Personnalité de l’année : Euzhan Palcy
- Meilleur album : Zombracal musical de Groove Lélé et Ernst Rejseger (Réunion).
- Révélation de l’année : Kim (Martinique).
- Meilleur clip : L’effet papillon, de Youssoupha, feat. Maître Gims, 10e titre de l'album Sur les chemins du retour, 2009.
- Meilleur groupe : Carimi (Haïti).
- Meilleur artiste : Kaf Malbar (Réunion).
- Meilleur roman : Les aubes écarlates de Léonora Miano, Éditions Plon, 2010.
- Meilleur documentaire : Black Diamond de Pascale Lamche, France, 2010.
- Meilleure fiction : London River de Rachid Bouchareb, France 2009.

## Les nominations de 2011
La cérémonie, présentée par Audrey Chauveau et Sébastien Folin, s'est déroulée le 12 septembre 2011 au Théâtre du Châtelet, à Paris, et a été diffusée le 18 septembre 2011 sur France Ô.
- Musique :
  - Meilleur artiste : Danyèl Waro, Alpha Blondy, Colonel Reyel, Dominik Coco
  - Album de l'année : African Revolution de Tiken Jah Fakoly, An Ti Fanm Gwada de Jocelyne Labylle, Aou Amwin de Danyèl Waro, La Colombe et Le Corbeau de Soprano
  - Meilleur clip : Le Meilleur du monde de TLF feat Corneille, Hiro de Soprano, Toutes les nuits de Colonel Reyel, Okay de Fanny J feat Black Kent
  - Meilleur groupe : Didyé Kérgrin et Soul Kamayann, Staff Benda Bilili, Bamboolaz, Sexion d'assaut
  - Révélation de l'année : Tsenga, Patrice Hulman, Colonel Reyel, Mélissa Nkonda
- Littérature :
  - Romans : Corps mêlés de Marvin Victor, Amères Vacances de Frédéric Pichon, Lorika : L'Abeille tueuse de kalakuta de Guillaume Adouvi, Mont Plaisant de Patrice Nganang, L'Île sous la mer d'Isabel Allende
  - Essais : Failles de Yanick Lahens, Y'a pas que du sable dans le désert de Moussa Ag Assarid et Nathalie Valera Gil, Racisme : Mode d'emploi de Rokhaya Diallo, Haïti : Une traversée littéraire de Louis-Philippe Dalembert et Lyonel Trouillot, Philosophie de la relation d'Édouard Glissant
- Cinéma :
  - Documentaires : Africa, Africa de Michel Reinette et Laurent Champonnois, Milo Pòkò Mò de Jean-Michel Césarus et Fabienne Kanor, Kreol de Frédérique Menant, On Lanmen Ka Lavé Lot de Janluk Stanislas, Ithemba : L'Espoir d'Errol Webber
  - Fictions : Le Bonheur d'Elza de Mariette Monpierre, Le Mec idéal d'Owell A. Brown, Notre étrangère de Sara Bouyain, Un pas en avant : Les Dessous de la corruption de Sylvestre Amoussou, Les Amours d'un zombi d'Arnold Antonin